# Pysząca (województwo wielkopolskie)
Pysząca (pol. hist. Pyszyno) – wieś w Polsce położona w województwie wielkopolskim, w powiecie śremskim, w gminie Śrem. W latach 1975–1998 miejscowość położona była w województwie poznańskim.

## Położenie
Wieś położona jest 3 km na wschód od Śremu przy drodze wojewódzkiej nr 436 (Śrem – Książ Wielkopolski – Klęka). W Pyszącej znajdują się skrzyżowania z drogami do Sosnowca i Borgowa. Przez miejscowość przepływa ciek Pysząca, którego odbiornikiem jest rzeka Warta. We wsi usytuowanych jest trzynaście ulic. Komunikację do Śremu zapewnia komunikacja gminna (linie 3 i 4).

## Historia
Miejscowość pierwotnie była związana z Wielkopolską i kiedyś inaczej się nazywała. Istnieje co najmniej od połowy XIII wieku i ma średniowieczną metrykę. Po raz pierwszy odnotowana została jako "Pysatha" w łacińskim dokumencie z 1253, a później w 1398 "Pyschancz", 1408, według zachowanej kopii z 1598, "Pisacza", 1423, według kopii z lat 1488-1492, "Pischancza", 1429 "Pysszancza", 1471 "Pyszacza", 1510 "Pischacza, Pyschancza, Pyschaczka", 1521 "Pysczyncza", 1523 "Pysszchacza, Pysszacza", 1530 "Pyssąncza", 1563 "Pyszancza", 1566 "Piszancza, Pyszacza". Po roku 1563 wieś nazywana jest w dokumentach hitorycznych jako przedmieście Śremu i stanowiła ona zaplecze gospodarcze miasta gdzie mieszczanie śremscy mieli swoje gospodarstwa.
Prawdopodobnie okolice miejscowości były zasiedlone jednak już wcześniej niż odnotowały to zachowane zapisy historyczne. W wyniku badań archeologicznych odnaleziono we wsi ślady kultury łużyckiej, a także fragmenty ceramiki w części południowo-zachodniej pochodzące z lat 600-800, a w części północno-zachodniej z połowy XIII-XV wieku.
Wieś była początkowo własnością książęcą, następnie przejściowo kościelną, należącą prawdopodobnie do klasztoru cysterek w Trzebnicy, a potem stała się królewszczyzną czyli majętnością należącą do królów polskich. W 1521 leżała w starostwie śremskim, powiecie kościańskim województwa poznańskiego w Koronie Królestwa Polskiego. W 1510 należała w parafii Śrem.
Pierwsza wzmianka o miejscowości pochodzi z 1253 z dokumentu lokacyjnego miasta Śremu, w którym zasadźca Konrad otrzymał m.in. prawo do pobierania opłat z młyna zbożowego nad rzeką Wartą oraz z drugiego młyna książęcego we wsi Pysząca. W 1423 według kopii z lat 1488-1492 oraz według dokumentu z 1510 do uposażenia prebendy archidiakona śremskiego w katedrze poznańskiej należały wiardunki dziesiętne z Pyszącej.
Źródła historyczne odnotowały także zwykłych mieszkańców wsi. W 1398 wspomniany został Miczek kmieć z Pyszącej, który toczył proces z Dobrogostem Masłowskim, noszącym odmiejscowe nazwisko od pobliskiego Masłowa. W 1449 (wg zachowanej kopii z 1478) burmistrz oraz rajcy miasta Śrem zaświadczyli, że pracowici Piotr Nespa i Szymon Nespa bracia rodzeni z Pyszącej oraz ich matka Hanka sprzedali z zastrzeżeniem prawa wykupu uczc. Marcinowi z Drzonka połowę grzywny czynszu rocznego od sumy głównej 6 grzywien półgroszy na swoich dobrach, a mianowicie na dwóch łanach leżących pomiędzy rolą leżącą prawdopodobnie we wsi zwaną "Tamlyn", a granicami wsi Bargowo (obecnie to wieś Borgowo). W 1471 pracownik Jan z Pyszącej i uczc. Wojciech mieszczanin ze Śremu byli w sporze z Piotrem klerykiem ze Śremu, za którego na kwotę 10 grzywien poręczyli Andrzejowi Wagl Wanglek kapłanowi ze Śremu. W 1510 odnotowany został młynarz oraz kmiecie z Pyszącej. W drugiej połowie XV wieku natomiast wspomniani zostali dwaj krakowscy studenci Uniwersytetu Jagiellońskiego pochodzący z Pyszącej: w 1455 Mikołaj syn Marcina, a w 1461 Maciej.
W 1408 komisarze królewscy Władysława II Jagiełły zaświadczyli, że wyznaczyli granice pomiędzy Śremem, a wsiami Łęg i Pysząca. W dokumencie wymieniono narożny kopiec graniczny rozdzielający wspomniane dziedziny. W 1429 woźny sądu ziemskiego zeznał, że usypano kopce graniczne pomiędzy Bieńkowem (obecnie Binkowo), wsią kapituły katedry poznańskiej, a Łęgiem. Granica biegnła od granic wsi Pysząca do strugi, a potem wzdłuż strugi do granic wsi Chrząstowo, która leży około 4 km na wschód od Pyszącej. W 1502 król polski Aleksander Jagiellończyk zezwolił, aby tenutariusz królewski miasta Śrem Jan Lasocki zapisał Feliksowi Osieckiemu 100 złotych węgierskich na wsi Pysząca należącej do miasta Śremu. W 1531 wieś graniczyła z wsiami Bieńkowo należącej do kapituły katedry poznańskiej oraz Wieszczyczyn, Olsze, Chrząstowo, Łęg, Drzonek.
W początku XVI wieku w dokumencie opisujacym dochody kościelne wspomniana została także wieś. W 1510 do uposażenia altarii w kościele parafialnym w Śremie należały m.in. niepłacone czynsze z Pyszącej. Według zapisów altaria św. Wojciecha, Stanisława i Marii Magdaleny miała 0,5 grzywny z młyna w Pyszącej, należącego do zmarłego Jakuba, 0,5 grzywny z roli Pawła Kupy, 0,5 grzywny z roli Doroty Piochowej, wiardunki dziesięcinne z zagrody Stanisława Hynsta, 10 groszy z zagrody należącej do Pawła Lebiody. Natomiast altaria NMP oraz św. Wojciecha, Stanisława, Katarzyny, Doroty i Małgorzaty miała jedną grzywnę z ról opuszczonych w Pyszącej. W 1614 ufundowano kolegium mansjonarzy w Śremie, a do jego uposażenia należał m.in. jednen łan wraz z domem i ogrodem w Pyszącej.
W 1660 miała miejsce lustracja dóbr królewskich miasta Śrem. Wymieniono w niej „wieś albo przedmieście rzeczone Pysząca”, a potem także inne wsie należące do starostwa śremskiego: Nochowo, Drzonek i Grzymisław. Odnotowano, że w Pyszącej były niegdyś 33 zagrody, a teraz są 4, z których płacono po 17 groszy 9 skudów, co dawało razem 2 złote i 10 groszy. We wsi Pysząca było kiedyś 18 łanów, a według dokumentu wszystkie leżały odłogiem i nie były obsiewane. W Pyszącej dwa ślady miała także panna Boleszówna, która jednak nie potrafiła udokumentować swojego prawa do posiadania. Ponadto po 7 kwart roli w Pyszącej miały także instytucje duchowne ze Śremu: klaryski, kościół św. Ducha oraz franciszkanie, z których nie płacili żadnych podatków, ale według dokumentu też „praw żadnych (do nich) nie pokazali”.
Miejscowość odnotowały również historyczne rejestry podatkowe. W 1530 odnotowany został pobór od dwóch kół młyńskich po 6 groszy. W 1563 w formularzu podatkowym odnotowano Pyszącą po łacinie jako przedmieście (łac "suburbium") miasta Śrem. W 1566 z Pyszącej, przedmieścia miasta Śrem podbrano podatki od 19 łanów (łac. "Piszancza suburbium solvit unacum oppido Szrem"). W 1580 pobór Pysząca zapłaciła wraz ze Śremem jako przedmieście. W 1581 miejscowość leżała w starostwie śremskim gdzie zapłaciła pobór podatkowy.
W 1775 znajdowały się tu cztery folwarki. Wskutek II rozbioru Polski w 1793, miejscowość przeszła pod władanie Prus i jak cała Wielkopolska znalazła się w zaborze pruskim. W czasie zaboru pruskiego Pysząca została przejęta przez rząd pruski i włączona do domen królewskich.

## Osoby pochodzące ze wsi
We wsi służył polski salezjanin, misjonarz Leon Piasecki.
Ze wsi pochodził poseł na sejm II Rzeczpospolitej Franciszek Szymański

## Zabytki
Zabytkami znajdującymi się w gminnej ewidencji zabytków są: młyn z końca XIX w., wiatrak koźlak z 1816 oraz zabytkowe domy mieszkalne.
W Pyszącej znajduje się kościół św. Jadwigi Królowej należący do parafii Ducha Świętego w Śremie. W 1996 odbyło się uroczyste wkopanie kamienia węgielnego pod budowę świątyni. W 2000 roku kościół został poświęcony przez arcybiskupa poznańskiego. Świątkami przydrożnymi w Pyszącej jest figura św. Floriana z 2007 na budynku miejscowej Ochotniczej Straży Pożarnej, figura Matki Boskiej Niepokalanie Poczętej z 1948 (fundator Ignacy Stachowiak) oraz krzyż przydrożny.

## Obecnie
We wsi znajduje się Szkoła Podstawowa im. Powstańców Wielkopolskich (zbudowana w 1964/65 roku jako Tysiąclatka), do której w roku szkolnym 2006/2007 uczęszczało 99 uczniów oraz filia Biblioteki Publicznej im. Heliodora Święcickiego w Śremie, gdzie według danych z 31 grudnia 2008 znajduje się 14195 woluminów, z biblioteki korzysta 128 czytelników, którzy odwiedzili ją 1023 razy, wypożyczyli 1029 książek i 158 czasopism.

## Demografia
Liczba mieszkańców miejscowości w poszczególnych latach:
| Rok  | Ilość mieszkańców |
| ---- | ----------------- |
| 1998 | 471               |
| 2002 | 468               |
| 2009 | 532               |
| 2011 | 570               |
| 2021 | 683               |